# 40 Bank Street

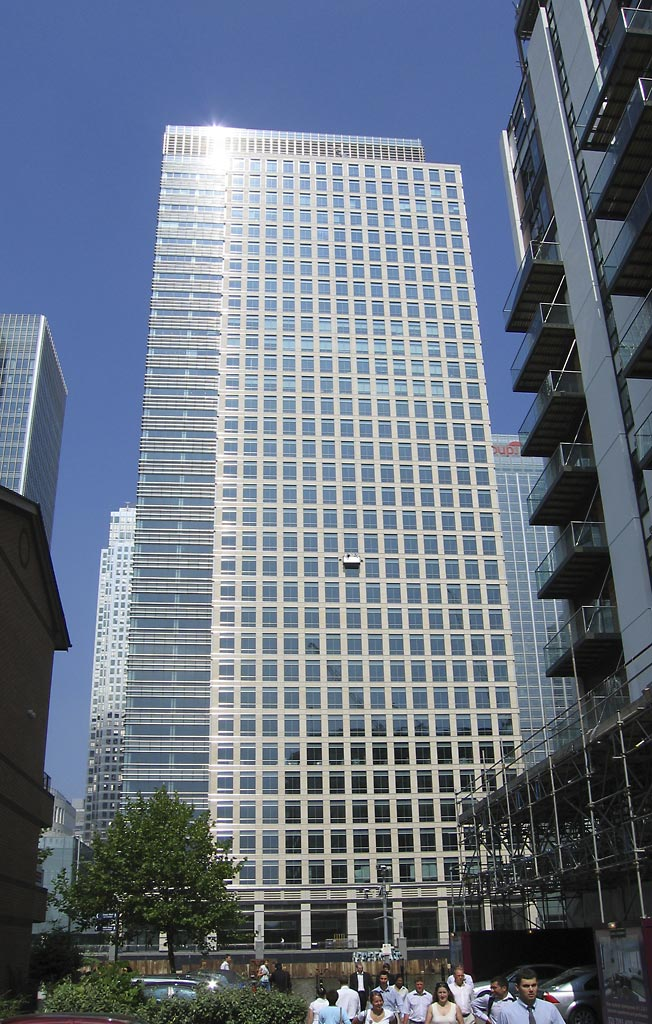
O 40 Bank Street visto do Jubille Park.

O 40 Bank Street é um prédio no Canary Wharf em Londres com 153 metros (502 pés) de altura e 33 andares. O prédio foi desenhado por César Pelli e construído pelo Grupo Canary Wharf em 2003.